# Aposta que Amas
Aposta Que Amas es una telenovela portuguesa producida por SIC Radical y emitida el 14 de diciembre de 2015.
Protagonizada por Luis Garcia, Sofía Mota, Luís Eusébio, Carolina Loureiro, Sara Cecília, Ana Catarina Afonso y Jaime Beata.

## Sinopsis
Cuando en su cumpleaños Lara descubre que su amor Miguel está involucrado con su mejor amiga Ana su mundo se desmorona. En un acto de furia y rencor ella decide publicar un video en YouTube .
Simão y Salvador están con amigos cuando ven el video de Lara . Y ante tanta vehemencia y rencor  Simão desafía a Salvador en una apuesta: este último tiene 13 días para ganar el corazón de Lara, 13 días para que se enamore de él.
Salvador acepta el desafío y se lanza en una conquista contra reloj.
Pero la flecha de Cupido golpea donde menos se espera y Salvador termina no solo ganándose el corazón de Lara sino también enamorándose completamente de ella. Sin embargo no tendrán una vida fácil. A Simão no le gusta perder y  buscará formas para separarlos.

## Reparto
- Sofia Mota  como  Lara
- Luis Garcia  como Salvador
- Luís Eusébio como  Simão
- Carolina Loureiro como Matilde
- Sara Cecília como Rita
- Ana Catarina Afonso como Isabel
- Jaime Beata de Almeida como Francisco

- Datos: Q97164394